# James McCullough
James McCullough, född 22 oktober 1996, är en amerikansk roddare.

## Karriär
Vid VM 2024 i St. Catharines tog McCullough silver tillsammans med Casey Howshall, Ian Richardson och Jasper Liu i lättvikts-scullerfyra.